# Karlsbrunnen (Eichenberg)
Der Karlsbrunnen ist eine Kuriosität und historische Brunnenanlage in der Ortslage von Eichenberg (Gemeinde Neu-Eichenberg) im Werra-Meißner-Kreis in Hessen.

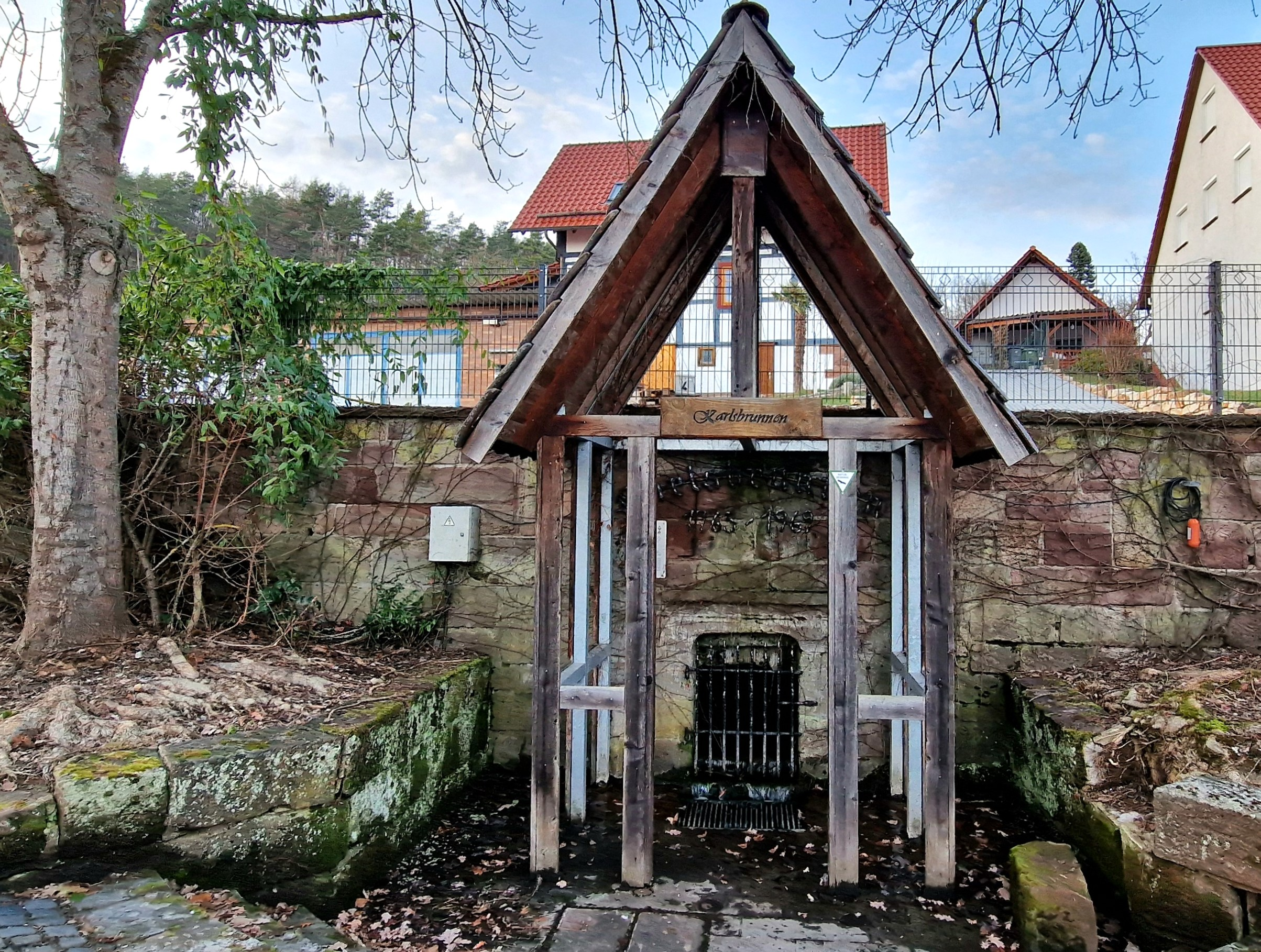
Karlsbrunnen in der Karlsbrunnenstraße

## Geschichte
Im Jahre 1720 wurde der hessische Landgraf Karl von Hessen-Kassel auf eine Kuriosität in der Ortschaft Eichenberg aufmerksam gemacht. Der Dorfbrunnen des Ortes, eigentlich eine in das Dorf abgeleitete natürliche Quelle, wechselt im Tagesverlauf mehrfach die Wasserschüttung. Zeitweise scheint die Quelle sogar zu versiegen, nach einigen Stunden schüttet sie urplötzlich wieder und im Übermaß. Der ungeduldige Landgraf verpasste dieses Schauspiel, er kehrte jedoch 1721 nach einer Jagd noch einmal zu diesem Wunderbrunnen zurück und finanzierte noch im gleichen Jahr den Bau eines Brunnenhauses, welches fortan als Carlsbrunnen angesprochen wurde.
Der hessische Geschichtsschreiber Georg Landau berichtet später von dem Brunnen:
... eindreiviertel Stunden sei die Quelle so schwach, daß man die Öffnung mit der Hand verschließen könne, dann aber breche nach einem unterirdischen Getöse das Wasser mit solcher Gewalt und solcher Menge hervor, daß davon eine Mühle getrieben werden könne. Dieses Naturspiel, »Ebbe und Flut«, ereignet sich 12 Mal am Tage.
Handwerker brachten über dem Eingang die Buchstaben  L und C für Landgraf Carl  und die Jahreszahl 1720 an. Nach dem Tod des Landgrafen erfolgte 1769 ein weiterer Umbau, dem Zeitgeschmack entsprechend wurde nun ein Grottengewölbe über der Wasserstelle im Dorf angelegt.
Am 20. Mai 1904 wurde eine wissenschaftliche Untersuchung der Quelle durchgeführt. Mit eingefärbtem Wasser wurde versucht, das Fließverhalten im Berg zu veranschaulichen. Es vergingen 21 Stunden, bis die ersten Verfärbungen im Brunnen sichtbar wurden. Ein Hohlraum wird demnach von mehreren unterirdischen Zuflüssen gespeist. Auch bei starker Trockenheit fiel die Quelle bisher nie aus.
Die nächste Umbauphase trat 1913 ein, das Brunnenhaus in der Ortslage wurde teilweise erneuert, die bogenförmige Einfassung aus Quadersteinen wurde geschaffen. Da der Brunnen auch den Bedürfnissen der Dorfbevölkerung als Wasserstelle genügen musste, wurde vor das Brunnenhaus ein mit Lattenwerk verkleidetes Vordach angebracht und mit einer Tür verschlossen. Dieser Vorbau wurde in vereinfachter Form bis in die Gegenwart mehrfach erneuert.

## Beschreibung
Die natürliche Quelle des Karlsbrunnens befindet sich etwa 800 m vom Brunnenhaus entfernt im Nordosthang des Berges Auf der Schärfe. Im Inneren des Berges vermutet Wenzel (1912) einen größeren Hohlraum als Wasserbecken, dessen kontinuierlicher Abfluss durch einen am Boden befindlichen Stein fast vollständig blockiert wird. Durch den stetigen Zufluss in das Becken steigt der Wasserspiegel und der Stein kippt infolge des auf ihn wirkenden Gegendruckes ab einem bestimmten Pegel etwas zur Seite. Über den nun freiliegenden Abfluss entleert sich das Wasserbecken, bis der Stein durch den Druckabbau wieder in seine vorherige Position zurückkehrt.
Nach Mitteilung von Mötzing (1970), erfolgt die Wasserregulierung vielmehr über den Luftdruck.
H. Penndorf bemerkt: Es ist durchaus möglich, dass der Luftdruck bei der Abflussphase eine Rolle spielt. Dadurch fände auch die Erscheinung eines dumpfen Getöses bei Flutbeginn ihre Erklärung.
Im Durchschnitt schüttet die Quelle 200 Liter in der Minute, also 288000 Liter täglich.
Das abfließende Wasser sammelt sich etwa 100 Meter unterhalb im Dorfteich, der als Schwemme und Löschwasserteich dient. Bevor die Wasserleitung angelegt wurde, erscholl jedes Mal, wenn das Wasser hervortrat, der Ruf durchs Dorf: »Das Wasser kommt!«, worauf die Einwohner mit Eimern herbeieilten und ihren Bedarf deckten.

## Die Sage vom Karlsbrunnen
Vor vielen Jahren brach bald nach der Ernte, als Häuser und Scheunen mit Stroh und Heu gefüllt waren, in Eichenberg ein gewaltiger Brand aus. Der Wind trieb die Flammen von Haus zu Haus. Mehr als ein Dutzend Gebäude brannten ab. Da kam auch das Häuschen einer armen Witwe in große Gefahr. Zwar versuchten die Dorfbewohner es zu retten, aber da durch Eintritt der Ebbe im Wunderbrunnen Wassermangel entstand, schien es verloren. Da eilte das arme Weib in ihrer Not an den Brunnen, warf sich unter dem dicken Nussbaum, dessen Zweige die Quelle beschatteten, auf die Knie und bat Gott um Hilfe in ihrer Not. Noch kniete die Witwe im Gebet, da erscholl aus der Tiefe das bekannte Donnern, das den Beginn der Flut ankündigte, und schon sprudelte das Wasser mächtiger als sonst aus der Erde. Das Haus der Witwe ward gerettet; denn die Flut hielt nun ununterbrochen an, bis das Feuer im Dorf gelöscht war. Die Geschichte kam auch dem Landgrafen Carl von Hessen zu Ohren. Bei seiner nächsten Jagd im Werratal besuchte er diesen Wunderbrunnen.